# 雁俣山
雁俣山（かりまたやま）は熊本県八代市、美里町の境に位置する山。標高1315メートル。

## 概要
雁俣山は、九州の脊梁山地の北端、五家荘の入口にあたる二本杉峠の北側に位置する。二本杉峠まで人馬がやっと通れるほどの山道しかなかったが、国道445号が開通したことで大きく開けた。二本杉峠茶屋横から登山道が整備されている。春にはカタクリやツツジ、シャクナゲが開花することもあり登山者も多い。山頂付近は北側が開けており、熊本平野や阿蘇山が遠望できる。

## 植生
- スギ
- ナラ
- ブナ
- モミ[4]
- ヒメシャラ
- アセビ